# برايت أوساي صامويل
برايت أوساي صامويل (مواليد 31 ديسمبر 1997) هو لاعب كرة قدم نيجيري يلعب في مركز خط الوسط في نادي فنربخشة.

## روابط خارجية
- برايت أوساي صامويل على موقع الاتحاد الأوربي (الإنجليزية)
- برايت أوساي صامويل على موقع اتحاد تركيا (لاعب) (الإنجليزية)
- برايت أوساي صامويل على موقع قاعدة بيانات كرة القدم.إي يو (الإنجليزية)
- برايت أوساي صامويل على موقع ناشيونال فوتبول تيمز (الإنجليزية)
- برايت أوساي صامويل على موقع Soccerbase.com (لاعب) (الإنجليزية)
- برايت أوساي صامويل على موقع Soccerway.com (الإنجليزية)
- برايت أوساي صامويل على موقع عالم كرة القدم.نت (الإنجليزية)